# Llista de topònims de Capçanes
Llista de topònims (noms propis de lloc) del municipi de Capçanes, al Priorat
Informació actualitzada per un bot. Els canvis manuals es perdran quan s'actualitzi!

## cabana
| imatge | Nom                           | Ubicat a | instància de | Detalls | coordenades                                                          | Protecció | Commons (més fotos) | Dades a WD                    |
| ------ | ----------------------------- | -------- | ------------ | ------- | -------------------------------------------------------------------- | --------- | ------------------- | ----------------------------- |
|        | caseta d'en Guimerà           | Capçanes | cabana       |         | 41° 05′ 50″ N, 0° 47′ 13″ E / 41.0971696024229°N,0.786910142373267°E |           |                     | Modifica les dades a Wikidata |
|        | caseta de Ca la Nieves        | Capçanes | cabana       |         | 41° 05′ 10″ N, 0° 46′ 14″ E / 41.0860017548256°N,0.770618554769882°E |           |                     | Modifica les dades a Wikidata |
|        | caseta de Rosa Massó          | Capçanes | cabana       |         | 41° 06′ 32″ N, 0° 47′ 25″ E / 41.1088263270071°N,0.79026985702691°E  |           |                     | Modifica les dades a Wikidata |
|        | caseta de Trama               | Capçanes | cabana       |         | 41° 06′ 23″ N, 0° 46′ 23″ E / 41.1062542041283°N,0.773172436391265°E |           |                     | Modifica les dades a Wikidata |
|        | caseta del Casero             | Capçanes | cabana       |         | 41° 06′ 28″ N, 0° 46′ 41″ E / 41.1078980487222°N,0.778070850483012°E |           |                     | Modifica les dades a Wikidata |
|        | caseta del Fanxico            | Capçanes | cabana       |         | 41° 06′ 27″ N, 0° 46′ 44″ E / 41.107596319677°N,0.778771722821608°E  |           |                     | Modifica les dades a Wikidata |
|        | caseta del Gaietà             | Capçanes | cabana       |         | 41° 07′ 00″ N, 0° 47′ 12″ E / 41.1166941079084°N,0.786754407896152°E |           |                     | Modifica les dades a Wikidata |
|        | caseta del Mas d'en Francisco | Capçanes | cabana       |         | 41° 06′ 25″ N, 0° 47′ 19″ E / 41.1068646275035°N,0.788489848744573°E |           |                     | Modifica les dades a Wikidata |
|        | caseta del Nolla              | Capçanes | cabana       |         | 41° 09′ 25″ N, 0° 51′ 34″ E / 41.1569778438814°N,0.859371462026812°E |           |                     | Modifica les dades a Wikidata |
|        | caseta del Ton                | Capçanes | cabana       |         | 41° 06′ 05″ N, 0° 47′ 30″ E / 41.1014779489059°N,0.791754674334106°E |           |                     | Modifica les dades a Wikidata |
|        | corral del Collet             | Capçanes | cabana       |         | 41° 04′ 52″ N, 0° 48′ 29″ E / 41.0812459066941°N,0.80815727174612°E  |           |                     | Modifica les dades a Wikidata |

## casa
| imatge | Nom         | Ubicat a | instància de | Detalls                                         | coordenades                                          | Protecció                                  | Commons (més fotos) | Dades a WD                    |
| ------ | ----------- | -------- | ------------ | ----------------------------------------------- | ---------------------------------------------------- | ------------------------------------------ | ------------------- | ----------------------------- |
|        | Cal Batista | Capçanes | casa         | Estil: arquitectura popular                     | 41° 05′ 59″ N, 0° 46′ 51″ E / 41.099782°N,0.780958°E | bé integrant del patrimoni cultural català |                     | Modifica les dades a Wikidata |
|        | Cal Josepó  | Capçanes | casa         | Estil: arquitectura popular                     | 41° 05′ 59″ N, 0° 46′ 51″ E / 41.099755°N,0.780744°E | bé integrant del patrimoni cultural català |                     | Modifica les dades a Wikidata |
|        | Can Climent | Capçanes | casa         | Estil: arquitectura popular arquitectura gòtica | 41° 05′ 58″ N, 0° 46′ 55″ E / 41.09936°N,0.78199°E   | bé integrant del patrimoni cultural català |                     | Modifica les dades a Wikidata |
|        | Can Gavaldà | Capçanes | casa         | Estil: arquitectura popular                     | 41° 05′ 58″ N, 0° 46′ 54″ E / 41.099555°N,0.781793°E | bé integrant del patrimoni cultural català |                     | Modifica les dades a Wikidata |

## cova
| imatge | Nom                 | Ubicat a | instància de | Detalls | coordenades                                                          | Protecció | Commons (més fotos) | Dades a WD                    |
| ------ | ------------------- | -------- | ------------ | ------- | -------------------------------------------------------------------- | --------- | ------------------- | ----------------------------- |
|        | cova de les Gralles | Capçanes | cova         |         | 41° 04′ 44″ N, 0° 49′ 24″ E / 41.0787702957036°N,0.823428263241386°E |           |                     | Modifica les dades a Wikidata |
|        | coves del Mal Pas   | Capçanes | cova         |         | 41° 06′ 52″ N, 0° 50′ 00″ E / 41.1144641834745°N,0.833372948179165°E |           |                     | Modifica les dades a Wikidata |

## edifici
| imatge | Nom                               | Ubicat a | instància de | Detalls                     | coordenades                                          | Protecció                   | Commons (més fotos) | Dades a WD                    |
| ------ | --------------------------------- | -------- | ------------ | --------------------------- | ---------------------------------------------------- | --------------------------- | ------------------- | ----------------------------- |
|        | Dipòsit regulador de Capçanes     | Capçanes | edifici      |                             | 41° 06′ 03″ N, 0° 46′ 46″ E / 41.100872°N,0.779457°E | bé cultural d'interès local |                     | Modifica les dades a Wikidata |
|        | Rentadors i abeurador de Capçanes | Capçanes | edifici      | Estil: arquitectura popular | 41° 06′ 02″ N, 0° 46′ 59″ E / 41.100419°N,0.783082°E | bé cultural d'interès local |                     | Modifica les dades a Wikidata |

## font
| imatge | Nom                      | Ubicat a | instància de | Detalls                          | coordenades                                                                          | Protecció                   | Commons (més fotos)     | Dades a WD                    |
| ------ | ------------------------ | -------- | ------------ | -------------------------------- | ------------------------------------------------------------------------------------ | --------------------------- | ----------------------- | ----------------------------- |
|        | font Gran                | Capçanes | font         |                                  | 41° 04′ 52″ N, 0° 48′ 13″ E / 41.081236621074°N,0.80370002467219°E                   |                             |                         | Modifica les dades a Wikidata |
|        | font pública de Capçanes | Capçanes | font         | Estil: arquitectura popular 1932 | 41° 06′ 00″ N, 0° 46′ 54″ E / 41.10013°N,0.781726°E ca:Carrer de la Font, 2 219 msnm | bé cultural d'interès local | Font pública (Capçanes) | Modifica les dades a Wikidata |

## forn de calç
| imatge | Nom                                    | Ubicat a | instància de | Detalls                     | coordenades | Protecció                                  | Commons (més fotos) | Dades a WD                    |
| ------ | -------------------------------------- | -------- | ------------ | --------------------------- | ----------- | ------------------------------------------ | ------------------- | ----------------------------- |
|        | Forn de calç Mas de la Vall            | Capçanes | forn de calç | Estil: arquitectura popular |             | bé integrant del patrimoni cultural català |                     | Modifica les dades a Wikidata |
|        | Forn de calç Racó de l'Escaleta        | Capçanes | forn de calç | Estil: arquitectura popular |             | bé integrant del patrimoni cultural català |                     | Modifica les dades a Wikidata |
|        | Forn de calç de la Font d'en Teixà I   | Capçanes | forn de calç | Estil: arquitectura popular |             | bé integrant del patrimoni cultural català |                     | Modifica les dades a Wikidata |
|        | Forn de calç de la Font d'en Teixà II  | Capçanes | forn de calç | Estil: arquitectura popular |             | bé integrant del patrimoni cultural català |                     | Modifica les dades a Wikidata |
|        | Forn de calç del barranc de Portadeix  | Capçanes | forn de calç | Estil: arquitectura popular |             | bé integrant del patrimoni cultural català |                     | Modifica les dades a Wikidata |
|        | Forn de calç del barranc de la Canyera | Capçanes | forn de calç | Estil: arquitectura popular |             | bé integrant del patrimoni cultural català |                     | Modifica les dades a Wikidata |
|        | Forn de calç del barranc del Collet    | Capçanes | forn de calç | Estil: arquitectura popular |             | bé integrant del patrimoni cultural català |                     | Modifica les dades a Wikidata |
|        | Forn de calç les Taules                | Capçanes | forn de calç | Estil: arquitectura popular |             | bé integrant del patrimoni cultural català |                     | Modifica les dades a Wikidata |

## masia
| imatge | Nom                  | Ubicat a | instància de | Detalls                     | coordenades                                                                   | Protecció                                  | Commons (més fotos)          | Dades a WD                    |
| ------ | -------------------- | -------- | ------------ | --------------------------- | ----------------------------------------------------------------------------- | ------------------------------------------ | ---------------------------- | ----------------------------- |
|        | Caseta de Cal Jordi  | Capçanes | masia        |                             | 41° 05′ 50″ N, 0° 47′ 25″ E / 41.0971811690701°N,0.790326970124219°E          |                                            |                              | Modifica les dades a Wikidata |
|        | Caseta de Pere Blanc | Capçanes | masia        |                             | 41° 05′ 55″ N, 0° 47′ 02″ E / 41.0987054061203°N,0.783869923448464°E          |                                            |                              | Modifica les dades a Wikidata |
|        | Caseta de la Vall    | Capçanes | masia        |                             | 41° 06′ 21″ N, 0° 49′ 13″ E / 41.1057435095704°N,0.820393939404426°E 559 msnm |                                            | Caseta de la Vall (Capçanes) | Modifica les dades a Wikidata |
|        | Caseta del Peron     | Capçanes | masia        |                             | 41° 05′ 29″ N, 0° 48′ 56″ E / 41.0914648547231°N,0.815520484499039°E          |                                            |                              | Modifica les dades a Wikidata |
|        | Mas Francisco        | Capçanes | masia        | Estil: arquitectura popular | 41° 06′ 00″ N, 0° 46′ 55″ E / 41.099875°N,0.782056°E                          | bé integrant del patrimoni cultural català |                              | Modifica les dades a Wikidata |
|        | Mas d'en Ballester   | Capçanes | masia        |                             | 41° 05′ 56″ N, 0° 47′ 24″ E / 41.098988928549°N,0.7900108928384°E             |                                            |                              | Modifica les dades a Wikidata |
|        | Mas d'en Barral      | Capçanes | masia        |                             | 41° 05′ 12″ N, 0° 46′ 21″ E / 41.0866882887556°N,0.772583434555518°E          |                                            |                              | Modifica les dades a Wikidata |
|        | Mas d'en Cosme       | Capçanes | masia        |                             | 41° 06′ 13″ N, 0° 49′ 54″ E / 41.10367222°N,0.831725°E 523 msnm               |                                            |                              | Modifica les dades a Wikidata |
|        | Mas d'en Francisco   | Capçanes | masia        |                             | 41° 06′ 48″ N, 0° 46′ 39″ E / 41.1133733956843°N,0.777552687139808°E          |                                            |                              | Modifica les dades a Wikidata |
|        | Mas d'en Guimerà     | Capçanes | masia        |                             | 41° 05′ 20″ N, 0° 47′ 40″ E / 41.0888851369063°N,0.794533774564598°E          |                                            |                              | Modifica les dades a Wikidata |
|        | Mas d'en Margalef    | Capçanes | masia        |                             | 41° 04′ 53″ N, 0° 47′ 55″ E / 41.0813004825501°N,0.798739534928278°E          |                                            |                              | Modifica les dades a Wikidata |
|        | Mas d'en Pou         | Capçanes | masia        |                             | 41° 06′ 15″ N, 0° 46′ 36″ E / 41.1041155742333°N,0.776698013502238°E          |                                            |                              | Modifica les dades a Wikidata |
|        | Mas d'en Rosalió     | Capçanes | masia        |                             | 41° 05′ 02″ N, 0° 48′ 04″ E / 41.083891637436°N,0.80123075292002°E            |                                            |                              | Modifica les dades a Wikidata |
|        | Mas d'en Vall        | Capçanes | masia        |                             | 41° 07′ 01″ N, 0° 47′ 05″ E / 41.116899961518°N,0.78464590335595°E            |                                            |                              | Modifica les dades a Wikidata |
|        | Mas d'en Xacó        | Capçanes | masia        |                             | 41° 07′ 07″ N, 0° 47′ 13″ E / 41.118745980734°N,0.78696589432389°E            |                                            |                              | Modifica les dades a Wikidata |
|        | Mas de Fraga         | Capçanes | masia        |                             | 41° 05′ 15″ N, 0° 46′ 14″ E / 41.0874500380607°N,0.77052196050668°E           |                                            |                              | Modifica les dades a Wikidata |
|        | Mas de l'Olla        | Capçanes | masia        |                             | 41° 05′ 35″ N, 0° 48′ 50″ E / 41.093142174107°N,0.81401862996076°E            |                                            |                              | Modifica les dades a Wikidata |
|        | Mas de la Plana      | Capçanes | masia        |                             | 41° 06′ 02″ N, 0° 46′ 20″ E / 41.100445255009°N,0.772101338345°E              |                                            |                              | Modifica les dades a Wikidata |
|        | Mas de la Vall       | Capçanes | masia        |                             | 41° 04′ 50″ N, 0° 48′ 50″ E / 41.0806°N,0.81394°E                             | bé cultural d'interès local                |                              | Modifica les dades a Wikidata |
|        | Mas del Calàs        | Capçanes | masia        |                             | 41° 05′ 42″ N, 0° 48′ 55″ E / 41.094965040543°N,0.81514879128017°E            |                                            |                              | Modifica les dades a Wikidata |
|        | Mas del Collet       | Capçanes | masia        |                             | 41° 04′ 59″ N, 0° 48′ 30″ E / 41.083127549415°N,0.80839865513628°E            |                                            |                              | Modifica les dades a Wikidata |
|        | Mas del Jordi        | Capçanes | masia        |                             | 41° 05′ 29″ N, 0° 47′ 31″ E / 41.0915221893166°N,0.792076320786141°E          |                                            |                              | Modifica les dades a Wikidata |
|        | la Torreta           | Capçanes | masia        | Estil: arquitectura popular | 41° 06′ 12″ N, 0° 46′ 21″ E / 41.10327°N,0.772434°E                           | bé integrant del patrimoni cultural català |                              | Modifica les dades a Wikidata |
|        | les Vinyasses        | Capçanes | masia        |                             | 41° 05′ 37″ N, 0° 47′ 33″ E / 41.093633794376°N,0.79257164331466°E            |                                            |                              | Modifica les dades a Wikidata |

## molí d'aigua
| imatge | Nom                                    | Ubicat a | instància de | Detalls                     | coordenades | Protecció                                  | Commons (més fotos) | Dades a WD                    |
| ------ | -------------------------------------- | -------- | ------------ | --------------------------- | ----------- | ------------------------------------------ | ------------------- | ----------------------------- |
|        | El Molinot                             | Capçanes | molí d'aigua | Estil: arquitectura popular |             | bé integrant del patrimoni cultural català |                     | Modifica les dades a Wikidata |
|        | Molí del Colletà                       | Capçanes | molí d'aigua | Estil: arquitectura popular |             | bé integrant del patrimoni cultural català |                     | Modifica les dades a Wikidata |
|        | Molí del Mas de Cal Pere Blanc         | Capçanes | molí d'aigua | Estil: arquitectura popular |             | bé integrant del patrimoni cultural català |                     | Modifica les dades a Wikidata |
|        | Molí del Mas de la Vall al barranc     | Capçanes | molí d'aigua | Estil: arquitectura popular |             | bé integrant del patrimoni cultural català |                     | Modifica les dades a Wikidata |
|        | Molí dels Horts                        | Capçanes | molí d'aigua | Estil: arquitectura popular |             | bé integrant del patrimoni cultural català |                     | Modifica les dades a Wikidata |
|        | Molí fariner Mas d'en Pou              | Capçanes | molí d'aigua | Estil: arquitectura popular |             | bé integrant del patrimoni cultural català |                     | Modifica les dades a Wikidata |
|        | Molí fariner de les Sors               | Capçanes | molí d'aigua | Estil: arquitectura popular |             | bé integrant del patrimoni cultural català |                     | Modifica les dades a Wikidata |
|        | Molí fariner del Mas d'en Francisco    | Capçanes | molí d'aigua | Estil: arquitectura popular |             | bé integrant del patrimoni cultural català |                     | Modifica les dades a Wikidata |
|        | Molí fariner del Mas de la Vall al mas | Capçanes | molí d'aigua | Estil: arquitectura popular |             | bé integrant del patrimoni cultural català |                     | Modifica les dades a Wikidata |

## muntanya
| imatge | Nom               | Ubicat a           | instància de       | Detalls | coordenades                                                         | Protecció | Commons (més fotos) | Dades a WD                    |
| ------ | ----------------- | ------------------ | ------------------ | ------- | ------------------------------------------------------------------- | --------- | ------------------- | ----------------------------- |
|        | Castellnegrar     | Capçanes Colldejou | muntanya           |         | 41° 06′ 28″ N, 0° 50′ 21″ E / 41.1078°N,0.839078°E 631.7 msnm       |           |                     | Modifica les dades a Wikidata |
|        | Pinar dels Flares | Capçanes           | muntanya           |         | 41° 05′ 35″ N, 0° 47′ 08″ E / 41.09294444°N,0.78558556°E 335.7 msnm |           |                     | Modifica les dades a Wikidata |
|        | Tossa del Mal Pas | Capçanes Colldejou | muntanya           |         | 41° 06′ 53″ N, 0° 50′ 08″ E / 41.1146°N,0.835623°E 512.5 msnm       |           |                     | Modifica les dades a Wikidata |
|        | Tossal Redó       | Capçanes           | muntanya           |         | 41° 05′ 57″ N, 0° 48′ 35″ E / 41.0992°N,0.809772°E 419.7 msnm       |           |                     | Modifica les dades a Wikidata |
|        | l'Enderrocada     | Capçanes Tivissa   | muntanya           |         | 41° 05′ 54″ N, 0° 49′ 36″ E / 41.0984°N,0.826683°E 764.7 msnm       |           |                     | Modifica les dades a Wikidata |
|        | la Picossa        | Capçanes           | muntanya           |         | 41° 05′ 03″ N, 0° 47′ 10″ E / 41.0841°N,0.786203°E 490.3 msnm       |           |                     | Modifica les dades a Wikidata |
|        | les Penyes        | Capçanes Tivissa   | muntanya serralada |         | 41° 04′ 15″ N, 0° 47′ 34″ E / 41.07086111°N,0.79288333°E 668.6 msnm |           |                     | Modifica les dades a Wikidata |

## serra
| imatge | Nom              | Ubicat a                   | instància de | Detalls      | coordenades                                                   | Protecció | Commons (més fotos) | Dades a WD                    |
| ------ | ---------------- | -------------------------- | ------------ | ------------ | ------------------------------------------------------------- | --------- | ------------------- | ----------------------------- |
|        | Serra Espasa     | Capçanes Marçà             | serra        |              | 41° 06′ 46″ N, 0° 47′ 17″ E / 41.1129°N,0.787956°E 349.1 msnm |           |                     | Modifica les dades a Wikidata |
|        | coll Prim        | Capçanes                   | serra        |              | 41° 05′ 31″ N, 0° 48′ 23″ E / 41.0919°N,0.806392°E 382.6 msnm |           |                     | Modifica les dades a Wikidata |
|        | serra d'en Jover | Capçanes Colldejou Tivissa | serra        |              | 41° 05′ 57″ N, 0° 50′ 38″ E / 41.0992°N,0.843928°E 832.8 msnm |           | Serra d'en Jover    | Modifica les dades a Wikidata |
|        | serra de Cavills | Capçanes                   | serra        | Llarg: 1.3km | 41° 04′ 52″ N, 0° 46′ 36″ E / 41.0812°N,0.776594°E 490.3 msnm |           |                     | Modifica les dades a Wikidata |

## teuleria
| imatge | Nom                                | Ubicat a | instància de | Detalls                     | coordenades | Protecció                                  | Commons (més fotos) | Dades a WD                    |
| ------ | ---------------------------------- | -------- | ------------ | --------------------------- | ----------- | ------------------------------------------ | ------------------- | ----------------------------- |
|        | Forn del Mas d'en Francisco        | Capçanes | teuleria     | Estil: arquitectura popular |             | bé integrant del patrimoni cultural català |                     | Modifica les dades a Wikidata |
|        | Forn rajoler Mas Collet            | Capçanes | teuleria     | Estil: arquitectura popular |             | bé integrant del patrimoni cultural català |                     | Modifica les dades a Wikidata |
|        | Forn rajoler Mas d'en Francisco I  | Capçanes | teuleria     | Estil: arquitectura popular |             | bé integrant del patrimoni cultural català |                     | Modifica les dades a Wikidata |
|        | Forn rajoler Mas d'en Francisco II | Capçanes | teuleria     | Estil: arquitectura popular |             | bé integrant del patrimoni cultural català |                     | Modifica les dades a Wikidata |
|        | Forn rajoler dels Horts            | Capçanes | teuleria     | Estil: arquitectura popular |             | bé integrant del patrimoni cultural català |                     | Modifica les dades a Wikidata |

## túnel
| imatge | Nom                   | Ubicat a | instància de | Detalls | coordenades                                                          | Protecció | Commons (més fotos) | Dades a WD                    |
| ------ | --------------------- | -------- | ------------ | ------- | -------------------------------------------------------------------- | --------- | ------------------- | ----------------------------- |
|        | Túnel de Serra Espasa | Capçanes | túnel        |         | 41° 06′ 42″ N, 0° 46′ 57″ E / 41.1116780438647°N,0.78258797226432°E  |           |                     | Modifica les dades a Wikidata |
|        | Túnel dels Ponts      | Capçanes | túnel        |         | 41° 05′ 55″ N, 0° 46′ 24″ E / 41.0985733669076°N,0.773289114228037°E |           |                     | Modifica les dades a Wikidata |

## Misc
| imatge | Nom                            | Ubicat a              | instància de                                   | Detalls                                      | coordenades                                                                      | Protecció                                   | Commons (més fotos)               | Dades a WD                    |
| ------ | ------------------------------ | --------------------- | ---------------------------------------------- | -------------------------------------------- | -------------------------------------------------------------------------------- | ------------------------------------------- | --------------------------------- | ----------------------------- |
|        | Capçanes                       | Capçanes              | entitat singular de població capital municipal | 426 hab                                      | 41° 06′ 00″ N, 0° 46′ 53″ E / 41.10009872°N,0.78147084°E 227 msnm                |                                             |                                   | Modifica les dades a Wikidata |
|        | Estació de Capçanes            | Capçanes              | estació de ferrocarril                         |                                              | 41° 06′ 08″ N, 0° 46′ 49″ E / 41.10208333333333°N,0.7803611111111111°E           |                                             | Capçanes train station            | Modifica les dades a Wikidata |
|        | Molí d'oli de les Sorts        | Capçanes              | molí Ús: trull                                 | Estil: arquitectura popular                  |                                                                                  | bé integrant del patrimoni cultural català  |                                   | Modifica les dades a Wikidata |
|        | Monument a Carrasclet          | Capçanes              | monument                                       |                                              | 41° 06′ 04″ N, 0° 46′ 51″ E / 41.101061°N,0.780951°E ca:Carrer de Pau Casals, 59 |                                             | Monument a Carrasclet             | Modifica les dades a Wikidata |
|        | Pintures rupestres de Capçanes | Capçanes              | jaciment arqueològic gruta amb art rupestre    |                                              | 41° 05′ 01″ N, 0° 48′ 11″ E / 41.08361111111111°N,0.8030555555555555°E           | lloc component de Patrimoni de la Humanitat | Rock paintings of Capsanes        | Modifica les dades a Wikidata |
|        | avenc de l'Enderrocada         | Capçanes              | avenc                                          |                                              | 41° 05′ 55″ N, 0° 49′ 39″ E / 41.0987172299738°N,0.827508582126871°E             |                                             |                                   | Modifica les dades a Wikidata |
|        | casa consistorial de Capçanes  | Capçanes              | casa consistorial                              |                                              | 41° 05′ 59″ N, 0° 46′ 54″ E / 41.0997289°N,0.7816645°E                           |                                             |                                   | Modifica les dades a Wikidata |
|        | la Nativitat de Maria          | Capçanes              | església                                       | Estil: arquitectura barroca                  | 41° 06′ 00″ N, 0° 46′ 53″ E / 41.1000534139767°N,0.781371709603903°E             | bé cultural d'interès local                 | La Nativitat de Maria de Capçanes | Modifica les dades a Wikidata |
|        | pantà dels Guiamets            | els Guiamets Capçanes | embassament Ús: energia hidroelèctrica regadiu | Superfície: 71.7ha Volum: 10hm³ Conca: 75km² | 41° 05′ 56″ N, 0° 45′ 06″ E / 41.0988°N,0.751617°E 176 msnm                      |                                             |                                   | Modifica les dades a Wikidata |